# Vertragsänderung
Eine Vertragsänderung ist die nachträgliche Änderung, Anpassung oder Ergänzung eines bestehenden Vertrags. Grundsätzlich ist an geschlossenen Verträgen festzuhalten (pacta sunt servanda). Im Rahmen der Vertragsfreiheit ist es den Parteien jedoch unbenommen, den Vertrag abzuändern.

## Einvernehmliche Vertragsänderung
Grundsätzlich  möglich ist jedenfalls die einvernehmliche Vertragsänderung, wenn also alle Parteien die Vertragsänderung vereinbaren. In diesen Fällen liegt ein sog. Änderungsvertrag (auch: Abänderungsvertrag) vor. Hier gelten nur in wenigen Ausnahmefällen Besonderheiten:
Ein Änderungsvertrag ist in einigen Fällen formbedürftig. Dies ist er insbesondere dann, wenn der ursprüngliche Vertrag formbedürftig war. § 623 des Bürgerlichen Gesetzbuches (BGB) schreibt zudem für den so genannten Auflösungsvertrag zur Beendigung von Arbeitsverhältnissen die Schriftform vor. Der Auflösungsvertrag ist ein beidseitiger Vertrag zur Aufhebung eines bestehenden Arbeitsvertrages, der dann in Frage kommt, wenn eine Kündigung nicht möglich, nicht zulässig oder mit anderen Nachteilen verbunden ist, aber letztendlich doch der bestehende Vertrag nicht weiter bestehen soll.

## Einseitige Vertragsänderungen
Einseitige Vertragsänderungen sind hingegen grundsätzlich nicht möglich. Verträge bleiben auch dann wirksam und sind inhaltlich unveränderbar, wenn eine der Vertragsparteien mit dem Vertragsinhalt unzufrieden ist. Wichtigste Ausnahmen hierzu sind bestimmte Gestaltungsrechte wie Rücktritt oder Kündigung, deren Auswirkung auf den Vertrag durch einseitige Erklärung des Berechtigten herbeigeführt werden kann.

### Vertragsanpassung
In bestimmten Fällen kann jedoch eine Vertragsänderung von einer Seite verlangt werden, d. h. eine Partei hat unter bestimmten Voraussetzungen einen Anspruch darauf, dass ein Vertrag geändert (angepasst) wird. Beispielsweise kann die Änderung eines Landpachtvertrages gemäß § 593 BGB unter besonderen Umständen auch von einer Partei verlangt werden. Auch bei einer Störung der Geschäftsgrundlage gemäß § 313 BGB kann unter Umständen eine Vertragsanpassung verlangt werden.

### Änderungskündigungen
Ein wichtiger Problembereich im Arbeitsrecht ist die Frage nach der Zulässigkeit einer Änderungskündigung (siehe § 2 des Kündigungsschutzgesetzes). Dabei handelt es sich um die Kündigung eines Arbeitsvertrags mit gleichzeitigem Angebot, einen ähnlichen, aber geänderten Vertrag abzuschließen. Die Änderung hat oft das Ziel, eine geringere Vergütung zu vereinbaren, oder ein unbefristetes in ein befristetes Arbeitsverhältnis umzuwandeln. Der Arbeitnehmer ist grundsätzlich nicht gezwungen, der Änderung zuzustimmen. Er muss aber befürchten, dass bei Nichtzustimmung der Vertrag ganz aufgehoben wird. Bei Änderungskündigungen handelt es sich streng genommen nicht um eine einseitige Vertragsänderung, da der andere Teil der Änderung mehr oder minder freiwillig zustimmt. Aufgrund des faktischen Zwanges, den die Änderungskündigung auf den Gekündigten ausübt, kann diese Handhabe aber wie eine einseitige Vertragsänderung erscheinen.

### Erklärungsfiktion
Im österreichischen Recht beschreibt dies eine Vertragsänderung, bei der keine explizite Willenserklärung abgeben werden muss. § 6 Abs. 1 Z 2 KSchG besagt, dass der Unternehmer dem Verbraucher nach einer Information über die zu erwartende Vertragsänderung eine angemessene Frist für eine ausdrückliche Erklärung einräumt und ihn - bei Beginn der Frist (!) - auf die Frist und die Bedeutung seines Verhaltens besonders hinweist.

## Änderungen hinsichtlich der beteiligten Personen
Änderungsverträge können auch eine Änderung oder Auswechslung von Personen eines Vertrags betreffen: bei einer vertraglichen Forderung kann die Gläubigerperson durch Abtretung, die Schuldnerperson durch Schuldübernahme geändert werden; durch Vertragsübernahme kann eine Vertragspartei ausgewechselt werden. Ebenso kann vereinbart werden, dass eine weitere Person hinzutreten soll (Schuldbeitritt, Vertragsbeitritt).